# Contes de la rue Broca
Pour l'adaptation, voir Les Contes de la rue Broca (série télévisée d'animation).
Les Contes de la rue Broca sont un recueil de contes de fées pour enfants écrit par Pierre Gripari et illustré par Claude Lapointe, publié pour la première fois aux éditions de la Table Ronde en 1967, puis réédité chez Grasset-Jeunesse. Composé de treize contes, il a connu un certain succès et a également été adapté en dessins animés.

## Le cadre
Le titre de l'ouvrage, Les Contes de la rue Broca, ne signifie pas que les contes se déroulent dans cette rue du XIIIe arrondissement. Il s'agit d'abord du lieu où ils sont racontés. Dans certaines histoires les personnages passent cependant bien par cette rue (Le Gentil Petit Diable, La Sorcière du placard aux balais…) et fréquentent même la boutique de Papa Saïd. La rue Broca forme donc un cadre auquel les lecteurs peuvent se raccrocher, un repère qui permet d'imaginer de manière plus concrète le déroulement de certaines histoires et de les situer dans la réalité.

## Personnages récurrents
1. Papa Saïd : propriétaire de l'épicerie-buvette au 69 rue Broca. Il est le père de Bachir et de Nadia, et s'occupe du magasin. Il n'est pas le héros d'un conte en particulier, mais reste présent dans La Sorcière de la rue Mouffetard, Scoubidou, la poupée qui sait tout, La Fée du robinet, Le Gentil Petit Diable, Le Petit Cochon futé.
2. Bachir : fils de Papa Saïd. Dans le conte de la Sorcière du placard aux balais, il est possesseur de poissons magiques et est capable de parler avec une souris. Dans le conte de la Sorcière de la rue Mouffetard, il sauve sa sœur Nadia de la sorcière en faisant preuve d'intelligence et de ruse. Il est ami avec Monsieur Pierre. Il est présent dans La Sorcière de la rue Mouffetard, Scoubidou, la poupée qui sait tout, La Fée du robinet, Histoire de Lustucru, La Sorcière du placard aux balais, Le Petit Cochon futé.
3. Nadia : fille de Papa Saïd. Dans le conte de la Sorcière de la rue Mouffetard, elle est la petite fille que la sorcière veut dévorer accompagnée de sauce tomate.
4. Monsieur Pierre : personnage principal du conte de la Sorcière du placard aux balais, il est présenté comme le narrateur des contes de la rue Broca. Dans la préface du livre, Pierre Gripari affirme que Monsieur Pierre a créé les contes de la rue Broca à l'aide des enfants qui y habitent, car chaque jeudi après-midi ils se retrouvaient pour en inventer de nouveaux. Ce personnage est sans nul doute le pendant fictif de l'auteur lui-même. Il est présent dans la majorité des contes en tant que narrateur, mais également en tant que protagoniste dans Histoire de Lustucru et La sorcière du placard aux balais.

## Les contes
Les treize contes de la rue Broca n'ont pas de sujet central, certains s'entrecroisent, mais chaque histoire se distingue des autres et n'en partage que très peu si ce n'est aucun point commun. Chaque conte possède ses propres motifs, son propre rythme et ses propres personnages et malgré le cadre qui parfois les rapproche, ils sont tous uniques en leur genre.

### La Sorcière de la rue Mouffetard
Une sorcière découvre dans le journal des sorcières une méthode pour redevenir jeune : manger une petite fille avec de la sauce tomate. Le nom de la petite fille doit cependant commencer par la lettre N. La sorcière jette son dévolu sur la petite Nadia, la fille de Papa Saïd, et essaye de la piéger à plusieurs reprises mais échoue à chaque fois.
Elle y parvient enfin en prenant la place de toutes les marchandes du marché de la rue Mouffetard et enferme Nadia dans son tiroir-caisse. Bachir, le petit frère de Nadia, parvient finalement à la retrouver et avec l'aide d'un marin qui passait par là, il libère sa sœur et tue la sorcière.
Ce conte peut être vu comme une parodie du schéma dit « classique » des contes de fée : la princesse enfermée et le prince qui vient la secourir. Les codes sont cependant complètement bouleversés et font cohabiter l'humour léger et le macabre.

### Le Géant aux chaussettes rouges
Vivant sous terre, un géant haut de trois étages s'ennuie et décide de trouver quelqu'un pour se marier. Il finit par sortir sa tête de terre et débouche sous la maison d'une jeune femme du nom de Mireille. Amoureux d'elle, il la demande en mariage, mais Mireille, effrayée, part en courant, laissant le géant seule avec les membres du villages qui se sont regroupés autour de lui. 
Le curé, qui fait partie de l'attroupement, dit au géant qu'il ne peut pas épouser Mireille car il ne rentrerait pas dans l'Église. Attristé, le géant demande une solution et le curé lui dit d'aller voir un sorcier chinois qui serait en mesure de l'aider. Le géant part donc en voyage, d'abord en Chine où il rencontre le sorcier.
Il lui dit de se rendre à Rome, voir le Pape, qui lui-même appelle la Vierge Marie. C'est elle qui lui permet enfin de rapetisser. Le géant, grâce aux trois vœux qui lui sont également accordés par celle-ci, parvient à rejoindre Mireille à temps dans son village. Alors Mireille lui apprend qu'elle sait tout ce que le géant a fait pour pouvoir l'épouser et accepte de vivre avec lui. Les noces sont fêtées et le géant et Mireille finissent mariés.
Ce conte détonne par les nombreux repères réalistes disséminés tout le long de l'histoire. Si à l'origine un conte se déroule dans un laps de temps indéfini et dans un espace imprécis, celui-ci est doté d'un cadre temporel (une année) et spatial (on voit le trajet emprunté par le géant). La rue Broca n'est cependant pas mentionnée dans ce conte-ci, en revanche la rue Mouffetard l'est. C’est Pierre Gripari qui l’a écrit.

### La Paire de chaussures
Tina et Nicolas sont deux chaussures très amoureuses. Tout se passait bien pour elles jusqu'à ce qu'une dame vienne à les acheter. Les chaussures, trop tristes de ne plus se voir de la journée, essayent tant bien que mal de se rejoindre à chaque pas de leur propriétaire, la faisant tomber sans cesse.
Inquiète, elle se rend chez son médecin qui pense d'abord devoir lui couper le pied droit, puis, lors de la deuxième visite, songe à couper les deux pieds. La dame finit cependant par découvrir que ses chaussures s'aiment et décide de les garder sans les enfiler. Malheureusement sa bonne les vole, mais victime du même sort que sa patronne, elle les donne à sa nièce boiteuse qui ne marche pratiquement jamais.
Mais Tina s'use plus rapidement que son compagnon et le couple est finalement jeté aux ordures. Là-bas, des enfants décident de leur offrir un voyage de noces et les clouent sur une planche avant de la mettre à l'eau, donnant un beau voyage à ces chaussures qui ont bien vécu.

### Scoubidou, la poupée qui sait tout
Scoubidou, une poupée de caoutchouc appartenant à Bachir, possède des pouvoirs. Lorsqu'on lui couvre les yeux, elle est notamment capable de voir l'avenir et le passé. Bachir, qui souhaite ardemment avoir un vélo, demande à sa poupée quand est-ce que Papa Saïd lui en achètera un. Scoubidou, sachant pertinemment que ce n'est pas une bonne idée, est d'abord réticente, mais finit par accepter. Elle jette ensuite un sort à Papa Saïd qui ne parlera que de vélo toute la journée bien malgré lui.
Scoubidou finit par se faire démasquer et Papa Saïd demande à Bachir de se débarrasser de la poupée. Pour son départ, la poupée reçoit néanmoins une paire de lunettes en bois qui lui permettront de se masquer la vue toute seule sans avoir besoin de l'aide de quiconque. Scoubidou entame donc un long voyage et finit par rencontrer un capitaine de navire qui décide de l'embarquer afin qu'elle lui dise quel temps il fera en mer.
Scoubidou accepte à condition d'être payée, car elle souhaite acheter un vélo à Bachir à son retour. Malheureusement le capitaine, à la fin du voyage, refuse de payer sa dette et jette la poupée avec ses lunettes dans l'eau, où elle se fait avaler par un requin. Dans l'estomac du poisson elle trouve non seulement ses lunettes, mais aussi une huître bien gênée par la grosse perle coincée dans sa coquille. Scoubidou l'en débarrasse et, après avoir demandé au requin de la ramener à Paris en passant par la Seine, retrouve finalement Bachir à qui elle achète le vélo tant convoité.

### Roman d'amour d'une patate
Un jour, un petit garçon vole une pomme de terre dans sa cuisine et décide de lui tailler un visage au couteau. Douée dès lors de l'ouïe, la vue et la parole, la patate se plaint de sa nouvelle apparence, elle qui rêvait d'être une frite.
Mise à la poubelle par le petit garçon vexé, la pomme de terre se retrouve dans un tas d'ordure en pleine campagne où elle fait la rencontre d'une vieille guitare, jetée car remplacée par une guitare électrique. Les deux amies font rapidement connaissance et se font alors repérer par un chemineau qui les emporte aussitôt à un directeur de cirque, certain que le fait qu'elles parlent le rendra riche. La patate et la guitare deviennent, en effet, les stars du cirque et leur numéro fait le tour du monde, jusqu'à ce qu'un sultan décide d'acheter la patate pour l'épouser.
La pomme de terre et la guitare quittent donc le cirque et vivent avec le fameux sultan. Depuis la publication du mariage dans la presse, plus personne n'a entendu parler de la patate et la guitare qui parlent.

### Histoire de Lustucru
La maîtresse se fâche mais monsieur Pierre se demande pourquoi Bachir a donné cette réponse. Il fait alors des recherches pour savoir si le garçon a dit la vérité, et découvre l'histoire de Lustucru.
À l'époque des Romains, une bonne fée apparaît à un chef barbare qui attend un fils. Elle lui propose de donner l'immortalité à son fils, à la condition qu'il porte le nom de Lustucru. Le barbare accepte, pensant qu'il ne s'agit là que d'un moindre mal pour un talent aussi important.
Lustucru devient, comme promis, un jeune homme fort et vigoureux et est envoyé à Rome pour y faire son éducation. Là-bas, il brille par son intelligence et son talent mais son drôle de nom fait que l'on refuse de l'afficher premier dans toutes les disciplines, si bien qu'il se cantonne à un titre de second. Convaincu qu'il est capable d'accomplir de grandes choses, Lustucru décide de conquérir la Gaule afin d'être enfin reconnu. Dans sa quête, il recrute un jeune mendiant du nom de Jules César qui devient son lieutenant. Une fois la Gaule conquise, Lustucru écrit ses hauts-faits et commande son lieutenant de se rendre à Rome pour en faire part aux sénateurs. Cependant une fois de retour, Lustucru découvre que son nom a été remplacé par celui de César, qui le fait chasser et se nomme Empereur. De la même manière, de nombreux faits historiques réalisés par Lustucru lui ont été retirés au dernier moment, refusant que son nom soit inscrit dans l'histoire.
Lustucru se retire finalement dans un village, où au fil des jours il finit par tomber amoureux de sa voisine, une certaine madame Michel. Celle-ci tombe également sous le charme de son voisin, mais en apprenant son nom refuse catégoriquement sa demande. Le lendemain, le chat de madame Michel disparaît. Elle appelle à l'aide et c'est Lustucru qui lui répond. Il dit qu'il sait où est le chat car c'est lui qui l'a capturé, mais qu'il ne le rendra que si elle accepte de l'épouser. Refusant d'abord, elle accepte enfin en admettant que Lustucru n'est pas un si vilain nom. Pour fêter l'évènement, des enfants chantent dans le village une comptine que l'on entend toujours aujourd'hui.
Cette même comptine existe bel et bien, mais est bien antérieure au conte. Le personnage de Lustucru existait donc aussi bien avant le conte et son nom proviendrait en réalité du terme « L'eusses-tu cru », un docteur irréel qui aurait la capacité de redresser la tête des femmes. Si son nom est resté, son rôle a beaucoup changé au fil des siècles, si bien que le seul point commun entre l'ancien Lustucru et celui du conte reste la célèbre comptine.

### La Fée du robinet
Oubliée après l'avènement du christianisme, une fée passe de nombreuses années enfermée dans sa source. À la suite de travaux sur la source, elle se retrouve finalement dans le robinet de cuisine d'une maison. Dans cette maison vivent deux sœurs avec leurs parents. Il y a Martine, gloutonne et mal élevée, et Marie, tout son contraire.
La fée se montre à Martine un soir où elle vient boire un verre d'eau et lui demande de la confiture. La sœur, bien que mal élevée, lui en donne, sachant pertinemment qu'il ne faut pas énerver une fée. Pour la récompenser, la fée lui octroie la capacités de cracher une perle à chacun des mots qu'elle prononce. D'abord heureuse de son sort, Martine s'en retrouve finalement victime, piégée par l'avidité de ses parents qui la contraignent à parler toute la journée. Les gros mots produisant des perles plus grosses, Martine est dès lors forcée à réciter des insultes toute la journée.
Martine s'enfuit de chez elle pour finir séquestrée par un homme avide et cruel qui la force à faire de même pour son propre profit. La deuxième sœur elle, voyant les malheurs qui accablent Martine, évite soigneusement le robinet, mais poussée par ses parents et tiraillée par la soif, elle finit par céder un soir et rencontre la fée. Celle-ci lui demande la même chose qu'à Martine, mais Marie refuse, craignant de finir comme sa sœur.
Vexée, la fée lui octroie la capacité de cracher des serpents à chacun de ses mots — un serpent venimeux pour une parole méchante, un gros serpent pour un gros mot, etc. Découvrant la malédiction de leur fille, les parents des deux sœurs présentent Marie à un docteur. Celui-ci travaillant à l'Institut Pasteur souhaite épouser la jeune fille afin de profiter des serpents pour créer de nouveaux médicaments.
La fée, de son côté, curieuse de savoir ce qui est advenu des filles, apparaît un soir aux parents, qui lui racontent les conséquences de ses dons. Elle se rend compte de son erreur (à savoir bénir la mauvaise fille et maudire la bonne) et souhaite les corriger. La fée invoque alors, afin de l'aider, un enchanteur auquel elle se marie, puis met un terme à ses enchantements avant de disparaître. Martine retourne chez ses parents tout à fait assagie et Marie reste avec son époux déjà très amoureux d'elle.
Ce conte est une parodie du conte Les Fées de Charles Perrault. Ici, les situations sont inversées et mises dans un contexte moderne, prenant en contrepied les attentes des lecteurs. Cette histoire incarne parfaitement l'idée du conte ancien transposé dans le monde moderne.

### Le Gentil Petit Diable
Comme son nom l'indique, ce conte raconte l'histoire d'un jeune diable qui a le malheur de ne pas être méchant, un crime aux enfers.
Le diablotin finit condamné à miner du charbon et c'est par un coup de pioche qu'il atterrit dans le métro de Paris. Bien décidé à devenir gentil, le petit diable s'engouffre dans le monde des humains et cherche quelqu'un pour savoir comment accomplir sa quête, mais personne ne l'aide car tout le monde s'enfuit en le voyant. C'est finalement un prêtre qui lui conseille d'aller voir le Pape, qui lui-même lui explique comment aller au Paradis, où il se rend.
Là-bas, Saint-Pierre lui propose de se présenter à l'examen d'entrée, dont les trois épreuves sont dirigés par le Petit Jésus, le Bon Dieu et la Vierge Marie. Les ayant toutes réussies, le Petit Diable est accueilli chez les anges et en devient un à son tour, au grand dam des diables des enfers, qui, depuis, refusent d'entendre parler du petit diable rouge.
Il s'agit du seul conte où la présence de la foi chrétienne est forte ; la portée est ici surtout didactique (n'importe quel enfant peut devenir un bon enfant s'il le souhaite).

### La Sorcière du placard aux balais
Il s'agit de l'histoire de Monsieur Pierre qui achète pour la modique somme de 5 nouveaux francs une nouvelle maison qui s'avère être hantée. Dans le placard à balais habite une vieille sorcière qui, une fois la nuit tombée, apparaît si on prononce « Sorcière, sorcière, prend garde à ton derrière ». Monsieur Pierre, apprenant cela, reste d'abord prudent et fait très attention à ne pas dire cette formule, mais un soir où il rentre légèrement alcoolisé, Monsieur Pierre a le malheur de prononcer les mots magiques et rencontre finalement la sorcière.
Celle-ci lui donne une chance de s'en sortir en lui lançant comme défi de lui demander trois choses impossibles à réaliser. Pendant la journée, Monsieur Pierre demande de l'aide au petit Bachir qui, dit-on, aurait des poissons magiques. Avec l'aide d'une souris interprète, ceux-ci aident Monsieur Pierre, mais la sorcière parvient à fournir par deux fois les choses impossibles. Pour la dernière épreuve, les poissons conseillent Monsieur Pierre de demander à la sorcière de lui donner la grenouille à cheveux, la grenouille étant la sorcière elle-même. Piégée, la sorcière est contrainte de se changer en grenouille ; Monsieur Pierre l'attrape alors et la ligote avant de lui raser les cheveux pour la débarrasser de ses pouvoirs magiques. La grenouille est finalement offerte à Bachir qui la met dans un bocal avec une échelle, avant de la poser à côté des poissons, qui depuis partagent une discussion houleuse.
Le motif des choses impossibles à trouver est assez récurrent dans les contes de fée, on le retrouve par exemple dans Rumpelstilzchen des Frères Grimm, ou d'autres comme les contes russes.

### La Maison de l'oncle Pierre
Deux frères, un pauvre et un riche, vivent chacun de leur côté, jusqu'à ce que le pauvre se fasse expulser de la ferme où il travaille, le contraignant à aller loger chez son avare de frère. Celui-ci, seul dans son immense maison, accepte, à condition que le pauvre et sa femme aillent se coucher à neuf heures du soir et ne redescendent pas de leur chambre avant le lever du jour. Le pauvre accepte et ainsi commence leur cohabitation.
Cependant la femme du pauvre, piquée par la curiosité, se demande ce que le riche fait la nuit et décide d'aller voir. Elle découvre alors que le riche compte ses pièces d'or en les mettant dans une petite boîte en fer. Quelques mois plus tard, le riche est retrouvé mort dans son lit, permettant au pauvre d'hériter de tout. Mais malgré les recherches, le couple est incapable de mettre la main sur la boîte remplie d'or. La même nuit, le pauvre et sa femme se font surprendre par le riche, ou plutôt par son fantôme, qui n'est pas conscient de sa propre mort, et qui leur ordonne même d'aller se coucher car il était neuf heures passées.
Ne pouvant rester dans le manoir, le couple finit par s'acheter une maison non loin de là et leur famille s'agrandit avec la naissance d'un garçon et d'une petite fille. Tous deux ont pour consignes de ne pas aller du côté de la maison de l'oncle Pierre pour ne pas l'ennuyer. Mais un soir de tempête, les deux enfants sont contraints de se rendre au manoir de leur oncle. Celui-ci les surprend mais comprend qu'ils sont ses neveux, et décide de les héberger pour la nuit.

« Qu'est-ce que vous avez cru ? Que j'allais vous montrer mes petits secrets ? Pas si bête ! Et d'abord il n'y a pas de secrets… Il n'y a ici que les quatre murs, et c'est tout. Rien de plus… Rien de plus… »

— Pierre Gripari, Les Contes de la rue Broca, « La Maison de l'oncle Pierre »
Plus tard, le fantôme se fait réveiller par les rires de la petite fille, amusée du fait qu'elle puisse s'asseoir au travers de son oncle. Comprenant finalement son état, l'oncle Pierre quitte son manoir et laisse derrière lui la petite boîte en fer afin de reposer en paix.

### Le Prince Blub et la Sirène
Sur une île lointaine vit un prince au nom si long que l'on se contentait de le nommer le Prince Blub. Celui-ci, depuis sa tendre enfance, joue sur la plage avec une sirène qu'il promet d'épouser lorsqu'il sera suffisamment grand. La sirène, elle, lui demande d'attendre jusqu'à ses 15 ans pour lui laisser le temps de changer d'avis, mais le prince reste convaincu de son choix et le jour de son quinzième anniversaire il annonce à son père le roi qu'il va épouser une sirène.
Inquiet, le roi va demander de l'aide à l'aumônier de la cour qui lui assure que le mariage ne doit pas avoir lieu, car si le prince épouse la sirène, il deviendra un ondin et sera alors immortel, l'empêchant d'aller au ciel et de prendre la succession de son père sur le trône. Alors, le roi décide de capturer la sirène et d'envoyer son fils loin de l'île pour les empêcher de se marier. La sirène, immortelle, donne à son prince une formule magique lui permettant de l'appeler n'importe où à condition qu'il y ait de l'eau à proximité, puis se fait capturer et envoyer chez le poissonnier.
Le prince est lui envoyé en Russie, mais malgré la distance il invoque à plusieurs reprises sa promise, et finit par être renvoyé sur son île. Là, comme ultime ressource, l'aumônier transforme Blub en timbre, le privant de tout contact avec l'eau. Les années passent, mais le prince souhaite toujours épouser la sirène.

« Chaque matin, avant de se mettre au travail, le roi regardait le timbre et demandait :— Tu veux toujours épouser ta sirène ?Et la petite voix lui répondait :— Oui, je le veux toujours. »

— Pierre Gripari, Les Contes de la rue Broca, « Le Prince Blub et la Sirène »
Puis la guerre éclate et l'île est attaquée. Un incendie se déclare dans le château ; le roi, trop inquiet pour son fils, décide de récupérer le timbre et s'apprête à le mettre à l'eau pour le sauver, mais ses larmes auront suffi au prince Blub pour qu'il rejoigne sa sirène. Plus tard, le prince réapparaît avec une queue de poisson et sauve le royaume de son père en faisant appel aux créatures marines pour couler les navires adverses. Pour finir, sur les conseils de la sirène, la reine parvient à donner vie à un nouveau successeur qui prendra la suite de ses parents.
Un conte que l'on ne peut pas ne pas assimiler à La Petite Sirène de H.C. Andersen. Ici en revanche l'homme souhaite devenir ondin, à l'inverse du conte danois où il s'agit de la sirène qui désire devenir humaine.

### Le Petit Cochon futé
Un enfant Dieu décide un soir de créer un monde. Après avoir créé le ciel et la terre, le jeune Dieu crée les animaux et les hommes, mais se rend rapidement compte que le ciel, à l'inverse de la terre, est bien vide. L'enfant Dieu demande donc aux habitants de son monde qui souhaiteraient habiter dans le ciel. Les réponses sont nombreuses et de plusieurs futures constellations se présentent, à l'exception d'un petit cochon qui, trop occupé à manger des glands, n'a pas entendu l'appel du petit dieu.
Du côté du ciel, il a été convenu que la fille du Soleil et de la Lune, Aurore, détache les étoiles (qui clouent les constellations au ciel) avant que le Soleil ne monte, afin que chacun puisse rentrer sur Terre sans se faire brûler. Le Petit Cochon, vexé de ne pas avoir été accroché, propose à Aurore de l'aider dans sa mission quotidienne et finit par gober l'étoile polaire avant de s'enfuir, au grand dam de la jeune Aurore qui ne peut le poursuivre, son père le Soleil ayant déjà commencé à montrer ses rayons.

« Et, comme la petite Aurore jetait dans le sac ouvert les étoiles de la petite Ourse, le petit cochon sauta sur la plus belle, qui est l'Étoile Polaire, celle qui montre le Nord. Il l'attrapa au vol, la goba comme une truffe et s'enfuit en courant. »

— Pierre Gripari, Les Contes de la rue Broca, « Le Petit Cochon futé »
Le cochon, dont le corps brille d'une lueur rosée désormais, termine sa fuite à Paris, plus particulièrement dans la rue Broca, à la boutique de Papa Saïd. La boutique étant vide, ce sont les deux plus jeunes filles du marchand qui accueillent le cochon et le cachent dans la cave. Aurore, qui était à sa poursuite, arrive à son tour à la boutique mais ne retrouve pas le cochon. Le soir, le Soleil apprend à la suite des plaintes de la Petite ourse la disparition de l'étoile. Après avoir sermonné sa fille, le Soleil, vêtu de noir, se rend le lendemain à son tour à la boutique et met enfin la main sur le petit cochon. Après plusieurs échecs pour retrouver l'étoile polaire, le soleil ouvre le dos du cochon et en retire l'étoile avant de le transformer en tirelire : il ne redeviendra un vrai petit cochon que quand il sera rempli. Depuis le petit cochon recueille les pourboires des clients, mais le pauvre ne sera jamais rempli car il arrive que les enfants piochent dans la tirelire de temps en temps.
On peut qualifier cette histoire de conte étiologique « moderne », c'est-à-dire qu'il explique comment des faits ont été causés (comme dans les Métamorphoses d'Ovide par exemple). Le rythme solaire et lunaire et l'existence des constellations ont été créés par un petit Dieu, un enfant qui, comme on peut dessiner sur une feuille de papier, crée un monde avant d'aller se coucher. L'aspect religieux, très présent dans le conte du Gentil petit diable, est ici presque parodié par la présence d'une « Maman Dieu » et d'un « Enfant Dieu », ramenant les idées religieuses aux repères d'un enfant. Un autre point intéressant dans ce conte se situe dans la concomitance temporelle avec le conte de la Sorcière de la Rue Mouffetard. Le fait est en effet qu'il est dit très clairement que pendant que le cochon est caché dans la cave, Bachir et Nadia ont affaire avec la sorcière de la rue Mouffetard. Les deux contes se déroulent en même temps, élargissant considérablement le cadre de ces deux histoires, on peut très clairement parler d'intertextualité.

### Je-ne-sais-qui, je-ne-sais-quoi
Un riche marchand a trois fils, dont le cadet est surnommé Manque-de-Chance à cause de sa simplicité d'esprit. Une fois adultes, les trois frères reçoivent de leur père cent pièces d'or et un bateau afin de pouvoir lancer leur propre commerce. Si les deux aînés utilisent l'argent à bon escient, et deviennent rapidement riches, Manque-de-Chance, lui, donne ses cent pièces à des enfants pour qu'ils lui laissent le chat qu'ils s'apprêtent à noyer. Son achat d'apparence inutile lui sert pourtant lorsqu'il arrive sur l'île où lui et ses frères doivent entamer leur commerce, car aucun chat n'y réside et l'île est infestée de souris. Manque-de-chance obtient trois tonneaux d'or de la part des marchands du pays, mais il dépense l'argent aussi rapidement en le distribuant à ses frères et aux pauvres. Il échange finalement son bateau pour de l'encens qu'il brûle en l'honneur de Dieu, faisant descendre un ange du ciel. Celui-ci propose d'exaucer un vœu à Manque-de-Chance qui, n'ayant pas d'idée, part demander conseil aux trois premières personnes qu'il rencontre.
Après avoir rencontré la troisième, son vœu est fait : avoir une femme de bon conseil. Le lendemain, il découvre dans la forêt une tourterelle blessée qui se transforme en femme après s'être faite bercer par le cadet. La belle et sage femme l'épouse et utilise sa magie pour construire un château à celui que l'on appelle maintenant Heureux-Veinard. Ce dernier se rend par la suite chez le roi pour s'excuser d'avoir construit sur son royaume, mais le roi tombe immédiatement amoureux de la femme de Manque-de-Chance et sur les conseils de sa mère, décide de l'éliminer pour la lui prendre. Le roi donne alors plusieurs tâches a priori impossibles au jeune homme, qui, avec l'aide de sa femme, parvient malgré  tout à les réaliser. La dernière tâche cependant se révèle plus complexe et nécessite plus de préparation.

« Allons donc ! dit la reine-mère. C'est sa femme qui est maligne, ce n'est pas lui ! Mais sois tranquille, j'ai encore une idée : ordonne-lui d'aller je ne sais où, trouver je ne sais qui, pour lui demander je ne sais quoi. Cette fois il ne reviendra pas, et tu pourras lui prendre sa femme ! »

— Pierre Gripari, Les Contes de la rue Broca, « Je-ne-sais-qui, Je-ne-sais-quoi »
Le cadet part donc après avoir entendu les conseils de son épouse et marche longtemps, jusqu'à atteindre le bord du monde. Là il y trouve une maison et y fait la rencontre d'une vieille femme qui s'avère être la mère de sa femme. Celle-ci appelle les animaux du monde entier pour savoir comment aller je-ne-sais-où, et c'est finalement une petite grenouille qui se dit connaître le chemin. À cheval sur la grenouille agrandie par la vieille dame, l'homme saute au-delà du bout du monde et arrive je-ne-sais-où. Là, il y fait la rencontre de je-ne-sais-qui, serviteur invisible d'un sorcier, qui décide de le suivre et qui lui donne même je-ne-sais-quoi.

« — Peux-tu me donner je-ne-sais-quoi ?— Mais certainement, tout de suite ! Voici !Et à ce moment-là, il se passe quelque chose d'extraordinaire. Rien n'a changé, et cependant tout change. L'idiot respire mieux, son sang circule plus vite. Il voit le monde autour de lui comme s'il ouvrait les yeux pour la première fois. Il trouve tout beau, tout bien, il comprend tout, il aime tout. Il se sent fort, libre, joyeux, et d'une gaieté folle. Il se met à rire tout seul :— C'est pourtant vrai, dit-il, tu m'as donné je-ne-sais-quoi… »

— Pierre Gripari, Les Contes de la rue Broca, « Je-ne-sais-qui, Je-ne-sais-quoi »
Avec l'aide de je-ne-sais-qui, l'idiot retourne voir sa femme puis voir le roi, auquel il donne également je-ne-sais-quoi. Celui-ci, maintenant changé, ne désire plus voler la femme et au contraire décide de le nommer comme successeur. Seule la reine-mère reste dans son coin, pensant être la seule à avoir gardé la raison.
Il s'agit là de l'histoire la plus longue des treize contes de la rue Broca. Très fortement inspirée par les contes russes, on retrouve à l'intérieur une quantité considérable de motifs de ces contes, tels que les trois frères avec le simplet comme cadet, le rythme ternaire, la femme sage et même la vieille femme résidant au bout du monde, une très claire référence à Baba Yaga. Un conte russe du même nom que celui-ci existe également (Поди туда — не знаю куда, принеси то — не знаю что ; littéralement « va je-ne-sais-où, apporte je-ne-sais-quoi »), mais présente des différences avec la version de Gripari.

## Remarques sur la rue Broca
Dans la préface aux Contes, l'auteur déclare que « la rue Broca n'est pas une rue comme les autres », détaillant l'impossibilité de se rendre dans la rue Broca en voiture à partir du boulevard de Port-Royal. Selon l'auteur, « Paris, en cet endroit, présente une courbure, et passe, pour ainsi dire, au-dessus de lui-même […] la rue Broca, […] est une dépression, une rainure, une plongée dans le sub-espace à trois dimensions ».
Au-delà de l'emploi du vocabulaire de la science-fiction, il est vrai que le boulevard de Port-Royal ne croise pas la rue Broca, le boulevard étant construit sur un pont enjambant la rue Broca (le dispositif se renouvelle pour la rue Pascal quelques mètres plus loin), fait inhabituel a fortiori au cœur du Paris historique.

## Adaptations

### Intégrale
En 2012 paraît une version intégrale chez Grasset, illustrée par Claude Lapointe.

### Télévision
- Pour Noël 1982, Patrick Le Gall et Alain Nahum ont adapté pour la télévision quatre des Contes de la rue Broca[3]. Patrick le Gall a réalisé La Sorcière de la rue Mouffetard & La Paire de chaussures et Alain Nahum, La Fée du robinet & La Sorcière du placard aux balais. Les personnages de Bachir et Nadia sont interprétés par les jeunes Hakim Ganem et Elodie Warnod, les autres, par des membres de la troupe de la comédie italienne Del Arte. Les scènes d’extérieur se passent en décor naturel, dans le quartier même de rue Broca, tandis que les intérieurs ont été réalisés en studio, tout en trucage électronique.
- En 1995, Gilles Gay a réalisé les contes pour la télévision en dessin animé, sur des illustrations originales de Claude Lapointe. Sont ajoutés aux contes du recueil deux autres récits : Le Juste et l'Injuste (des Contes de la Folie Méricourt) et Le Petit Arbre magique.

### Théâtre
Trombino et la Sorcière du placard aux balais, par le théâtre de l’Épouvantail, 1998. Trombino, peintre en nuages, a cru faire une bonne affaire en achetant au notaire Grossou une maisonnette, au 13 rue Broca.

### Musique
La Sorcière du placard aux balais a été mis en musique par Marcel Landowski sous forme de mini-opéra pour enfants.
Les contes de la rue Broca sont interprétés par Max dans l'album Marelles, Chansons pour enfants : Max chante Gripari, sorti en 1995.